# Troy Haymakers
O Troy Haymakers foi uma equipe americana de beisebol profissional que ficou em atividade de 1860 até 1872.

## História
Estabelecido em 1860 como Union Base Ball Club Lansingburgh, localizado nas vizinhanças de Lansingburgh, os Haymakers participaram do  primeiro campeonato profissional em 1869 e se uniu à primeira liga profissional, a National Association of Professional Base Ball Players (NAPBBP) de 1871. O clube foi dissolvido no meio da temporada de 1872 "por conta de um caixa vazio."

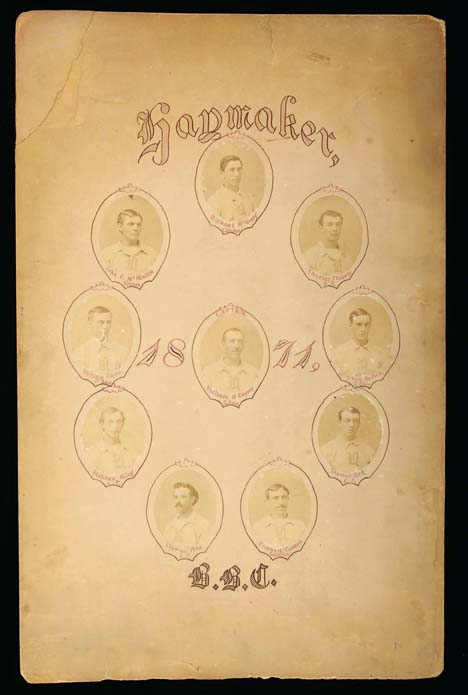
Imagem dos Troy Haymakers de 1871.

Por volta de 1868 o apelido de "Troy Haymakers" da Union of Lansingburgh era comum, embora a equipe era algumas vezes chamada de Trojans. Em campo foi uma das mais fortes equipes na liga amadora National Association of Base Ball Players. Alguns jogadores eram da cidade de Nova Iorque.
Quando a Association permitiu abertamente equipes profissionais para a temporada de 1869, os Haymakers foram um de doze times que se profissionalizaram.
Junto com mais dois times novatos, sete das equipes profissionais de 1870 estabeleceram uma liga inteiramente profissional no começo de 1871, a  National Association, conhecida hoje como a primeira liga esportiva profissional. Sua rival amadora, Association decaiu rapidamente e logo deixou a liderança do esporte nas mãos dos profissionais, mas os primeiros profissionais vindo de Troy/Lansingburgh não sobreviveram para participar da liga.

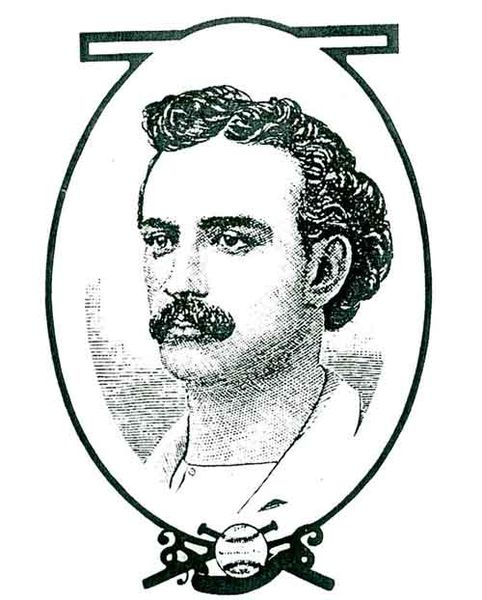
Lip Pike

Durante as duas temporadas da NAPBBP, as partidas em casa eram jogadas no Haymakers' Grounds em Troy. Os Haymakers foram treinados por Lip Pike, Bill Craver e Jimmy Wood; venceram 28 jogos e perderam 25 com aproveitamento de 52,8%. Seu cartel de 15 vitórias e  10 derrotas em 1872 foi uma das melhores de qualquer time das grandes ligas que foram desativados.
Existe home em dia um time da liga Albany Twilight League conhecido como Troy Haymakers.